# Franz Schuster (Widerstandskämpfer)
Franz Schuster (* 18. Juli 1904 in Wien; † 23. September 1943 im KZ Buchenwald) war ein österreichischer Sozialdemokrat, Kommunist, Widerstandskämpfer gegen den Nationalsozialismus und Mitglied im Internationalen Lagerkomitee.

## Leben
Schuster arbeitete nach dem Abschluss seiner Schullaufbahn als Elektroingenieur bei den E-Werken. Politisch betätigte er sich zunächst bei der Sozialdemokratischen Arbeiterpartei (SDAP) und wurde Angehöriger des Republikanischen Schutzbundes. Schuster schloss sich 1934 der Kommunistischen Partei Österreichs (KPÖ) an und wurde Mitglied der Roten Hilfe. Später gehörte er dem Zentralkomitee der KPÖ an.
Schuster kämpfte bereits in der parlamentarischen Republik gegen den aufkommenden Austrofaschismus und nahm an den Februarkämpfen 1934 aktiv teil. Dafür musste er 1934 und 1936 Haftstrafen antreten und wurde im Anhaltelager Wöllersdorf inhaftiert. Aufgrund seiner politischen Tätigkeit verlor Schuster vorübergehend seinen Arbeitsplatz.
Nach dem „Anschluss Österreichs“ an das Deutsche Reich wurde er Anfang September 1939 verhaftet und in das KZ Buchenwald eingeliefert, wo er die Häftlingsnummer 3578 erhielt. Er beteiligte sich am Häftlingswiderstand und wurde österreichischer Vertreter im Internationalen Lagerkomitee (ILK). Die Umstände seines Todes im Jahre 1943 sind nicht geklärt.

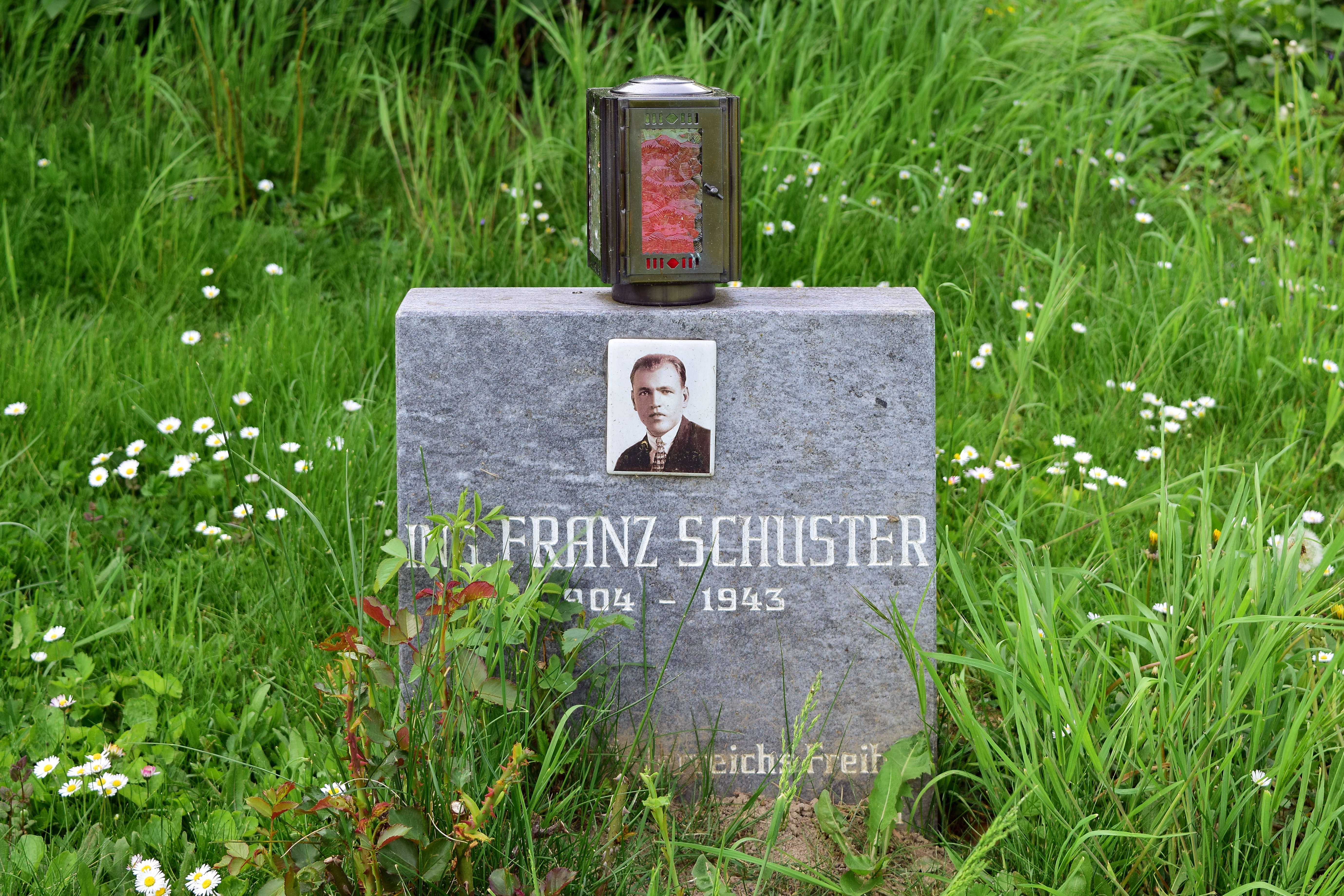
Grabstein auf dem Wiener Zentralfriedhof, Gruppe 40

## Gedenken
Eine Gedenktafel für Schuster befindet sich heute im Wiener Haus der KPÖ (1948), ein Gedenkstein befindet sich im Urnenhain des Wiener Krematoriums (1953), und in Wien trägt seit 1947 die Wohnanlage Hagenmüllergasse 14–16 seinen Namen.